# Агглютинация (лингвистика)
Агглютинация (от лат. agglutinatio — «приклеивание, склеивание») — образование в языках грамматических форм и производных слов путём присоединения к корню или к основе слова аффиксов, имеющих грамматические и деривационные значения.
В отличие от флективных языков, где каждый аффикс несёт сразу несколько грамматических значений, аффиксы при агглютинации обычно однозначны, то есть каждый из них выражает только одно грамматическое значение, и для данного значения всегда служит один и тот же аффикс. Аффиксы следуют друг за другом, не сливаются ни с корнями, ни с другими аффиксами, и их границы отчётливы. Гласные аффиксов могут подвергаться фонетическим изменениям в зависимости от звукового состава основы (см. сингармонизм), могут изменяться и согласные на стыках морфем, но все эти изменения подчинены чисто фонетическим закономерностям, характерным для данного языка. Это наблюдается, например, в большинстве алтайских и финно-угорских языков: иш — «дело», «работа», -чи — словообразовательный аффикс (ишчи — «рабочий»), -лер, -имиз, -ден — словоизменительные аффиксы, имеющие соответственно значения числа (множественное число), принадлежности (1-е лицо множественного числа) и падежа (исходный падеж).
Пример агглютинации на материале турецкого языка: ev — существительное со значением «дом», -ler — суффикс-показатель множественного числа, -im — суффикс, выражающий принадлежность (1-е лицо единственного числа), -de — суффикс, передающий местный падеж. В итоге получаем четырёхморфемную структуру: evlerimde («в моих домах»).
Пример агглютинации в казахском языке:
- дос — «друг»

- достар  — «друзья», где морфема -тар однозначно несёт в себе только смысл множественности (формант множественного числа)

- достарым — «мои друзья», к предыдущему слову добавляется морфема -ым, которая однозначно несёт понятие притяжательности (притяжательный формант 1-го лица «мой»)

- достарыма — «моим друзьям», добавляется морфема -а, которая однозначно определят падеж (формант дательного падежа).